# Municipio de Deerfield (condado de Warren, Ohio)
El municipio de Deerfield (en inglés: Deerfield Township) es un municipio ubicado en el condado de Warren en el estado estadounidense de Ohio. En el año 2010 tenía una población de 36059 habitantes y una densidad poblacional de 851,32 personas por km².

## Geografía
El municipio de Deerfield se encuentra ubicado en las coordenadas 39°19′25″N 84°18′3″O / 39.32361, -84.30083. Según la Oficina del Censo de los Estados Unidos, el municipio tiene una superficie total de 42.36 km², de la cual 41.77 km² corresponden a tierra firme y (1.38%) 0.58 km² es agua.

## Demografía
Según el censo de 2010, había 36059 personas residiendo en el municipio de Deerfield. La densidad de población era de 851,32 hab./km². De los 36059 habitantes, el municipio de Deerfield estaba compuesto por el 82.6% blancos, el 3.55% eran afroamericanos, el 0.12% eran amerindios, el 10.83% eran asiáticos, el 0.09% eran isleños del Pacífico, el 0.97% eran de otras razas y el 1.85% pertenecían a dos o más razas. Del total de la población el 3.16% eran hispanos o latinos de cualquier raza.